# Местные выборы в Беларуси (1999)
Выборы в местные Советы депутатов Беларуси 23-го созыва прошли в апреле 1999 года по мажоритарной избирательной системе.

## Предыстория
В течение 1998 года были разработаны и приняты Закон «О выборах депутатов местных Советов», а также изменения в Закон «О местном управлении и самоуправлении». Была упразднена норма, которая ограничивала для председателей Советов возможности занимать должность не более двух сроков подряд. Были внесены поправки в закон, согласно которым участие в выборах активистов оппозиционных партий значительно ограничивался в том случае, если они имели в течение года административные судимости, например, за участие в демонстрациях или несанкционированных пикетах и митингах. Закон о выборах усложнил процесс выдвижения кандидатов, и лишил общественные объединения вправе выдвигать кандидатов на местных выборах, при этом наделив трудовые коллективы подобной возможностью.
После общественно-политических событий середины 1990-х годов, белорусское общество продолжало свою политическую индифферентность к системе местной власти. Правящие элиты несмотря на всевозможные попытки влияния на ситуацию со стороны политических оппонентов успешно берут под контроль политический процесс на местном уровне и участие граждан только стал увеличиваться. Власти сумели наладить эффективный избирательный процесс на местном уровне, функционирование которого стало возможным без конкурентной борьбы и при отсутствии альтернативных кандидатов. Местная власть, почти полностью, была вычищена от нелояльных элементов и подчинена центру.
1 февраля 1999 года была начата перерегистрация политических партий и общественных объединений на новых условиях.
23 декабря 1998 года в соответствии с резолюцией «Конгресса республиканских демократических сил», оппозиционные партии отказались принимать в выборах участие, так как «в Беларуси отсутствуют условия для проведения свободных и демократических выборов», и выдвигать кандидатов.

## Выборы
На 24 557 депутатских мест, было зарегистрировано около 27 362 претендентов. Участие в выборах приняли 66,3 % избирателей. Значительная часть избирательных округов была безальтернативной. А после того, как в конце марта Либерально-демократическая партия заявила о снятии своих кандидатов, безальтернативных округов стало еще больше.
Из 24 566 депутатских вакансий было выбрано 24 058 депутатов (97,9 %). Несмотря на то что большинство оппозиционных политических партий бойкотировала местные выборы, оппозиционные коммунисты сумели провести активную кампанию и выставить более 750 кандидатов в депутаты, из которых в советы попало примерно 250 депутатов. Кроме того партийные кандидаты были выдвинуты от Партии народного согласия, «Славянский собор».